# Hans-Dieter Stürmer
Hans-Dieter Stürmer (* 30. Oktober 1950 in Eberbach; † 22. September 2013 in Waldkirch) war ein deutscher Politiker (Bündnis 90/Die Grünen), Umweltchemiker und Aktivist in verschiedenen Natur- und Umweltschutzverbänden.

## Leben und Beruf
Stürmer studierte in Freiburg Chemie, Physik und Wirtschaftswissenschaften. Er war Mitbegründer der Aktion Umweltschutz e.V. sowie des BUND. 1987 gründete er das Freiburger Institut für Umweltchemie, dessen Vorsitzender er bis zu seinem Tode war.

## Politik
Stürmer war für die Grünen seit ihrer Gründungsphase aktiv. 1980 kandidierte er im Wahlkreis Emmendingen erstmals für den Landtag von Baden-Württemberg, dem er von 1984 bis 1988 über ein Zweitmandat im Wahlkreis Freiburg I angehörte. 1983 und 1994 kandidierte er erfolglos für den Bundestag. Bei der Bundestagswahl 1994 trat er als Direktkandidat von Bündnis 90/Die Grünen im Wahlkreis Freiburg an, da er zu dieser Zeit in Stegen wohnte.
Von 1989 bis 1994 war er Mitglied im Kreistag des Landkreises Breisgau-Hochschwarzwald.  Zudem war er Mitglied der Verbandsversammlung des Regionalverbandes Südlicher Oberrhein.